# Représentations diplomatiques de l'Afrique du Sud

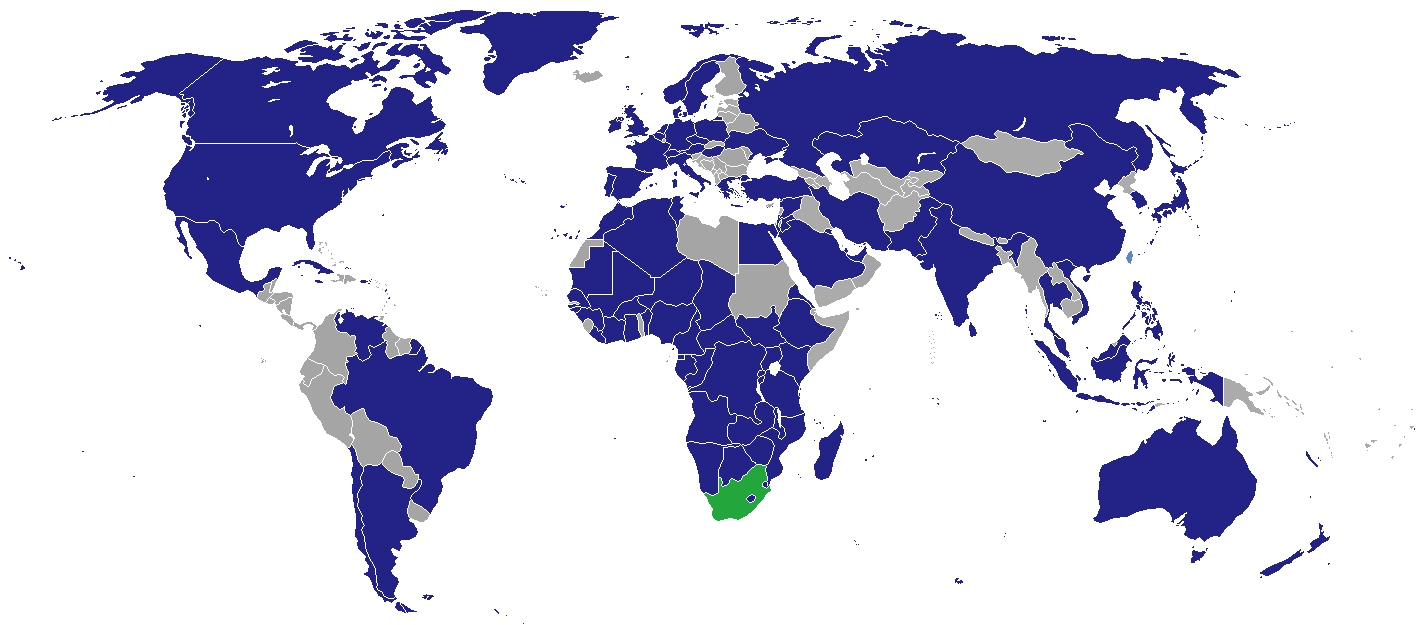
Représentations diplomatiques de l'Afrique du Sud.

Voici les représentations diplomatiques de l'Afrique du Sud à l'étranger :

## Afrique
- Algérie
  - Alger (ambassade)
- Angola
  - Luanda (ambassade)
- Bénin
  - Cotonou (ambassade)
- Botswana
  - Gaborone (haut-commissariat)
- Burkina Faso
  - Ouagadougou (ambassade)
- Burundi
  - Bujumbura (ambassade)
- Cameroun
  - Yaounde (haut-commissariat)
- Comores
  - Moroni (ambassade)
- République du Congo
  - Brazzaville (ambassade)
- République démocratique du Congo
  - Kinshasa (ambassade)
  - Lubumbashi (consulat général)
- Côte d'Ivoire
  - Abidjan (ambassade)
- Égypte
  - Le Caire (ambassade)
- Érythrée
  - Asmara (ambassade)
- Eswatini
  - Mbabane (haut-commissariat)
- Éthiopie
  - Addis Ababa (ambassade)
- Gabon
  - Libreville (ambassade)
- Ghana
  - Accra (haut-commissariat)
- Guinée
  - Conakry (ambassade)
- Guinée-Bissau
  - Bissau (ambassade)
- Guinée équatoriale
  - Malabo (ambassade)
- Kenya
  - Nairobi (haut-commissariat)
- Lesotho
  - Maseru (haut-commissariat)
- Liberia
  - Monrovia (ambassade)
- Libye
  - Tripoli (ambassade)
- Madagascar
  - Antananarivo (ambassade)
- Malawi
  - Lilongwe (ambassade)
- Mali
  - Bamako (ambassade)
- Maroc
  - Rabat (ambassade)
- Maurice
  - Port Louis (haut-commissariat)
- Mauritanie
  - Nouakchott (ambassade)
- Mozambique
  - Maputo (haut-commissariat)
- Namibie
  - Windhoek (haut-commissariat)
- Niger
  - Niamey (ambassade)
- Nigeria
  - Abuja (haut-commissariat)
  - Lagos (consulat général)
- Ouganda
  - Kampala (haut-commissariat)
- Rwanda
  - Kigali (haut-commissariat)
- Sao Tomé-et-Principe
  - São Tomé (ambassade)
- Sénégal
  - Dakar (ambassade)
- Soudan
  - Khartoum (ambassade)
- Soudan du Sud
  - Djouba (ambassade)
- Tanzanie
  - Dar es Salaam (haut-commissariat)
- Tchad
  - N'Djaména (ambassade)
- Tunisie
  - Tunis (ambassade)
- Zambie
  - Lusaka (haut-commissariat)
- Zimbabwe
  - Harare (ambassade)

## Amérique
- Argentine
  - Buenos Aires (ambassade)
- Brésil
  - Brasilia (ambassade)
  - São Paulo (consulat général)
- Canada
  - Ottawa (haut-commissariat)
  - Toronto (consulat général)
- Chili
  - Santiago du Chili (ambassade)
- Cuba
  - La Havane (ambassade)
- États-Unis
  - Washington (ambassade)
  - Los Angeles (consulat général)
  - New York (consulat général)
- Jamaïque
  - Kingston (haut-commissariat)
- Mexique
  - Mexico (ambassade)
- Venezuela
  - Caracas (ambassade)

## Asie
- Arabie saoudite
  - Riyad (ambassade)
  - Djeddah (consulat général)
- Chine
  - Pékin (Ambassade)
  - Hong Kong (consulat général)
  - Shanghai (consulat général)
- Corée du Sud
  - Séoul (ambassade)
- Émirats arabes unis
  - Abou Dabi (ambassade)
  - Dubaï (consulat général)
- Inde
  - New Delhi (haut-commissariat)
  - Bombay (consulat général)
- Indonésie
  - Jakarta (ambassade)
- Iran
  - Téhéran (ambassade)
- Israël
  - Tel Aviv (ambassade)
- Japon
  - Tokyo (ambassade)
- Jordanie
  - Amman (ambassade)
- Kazakhstan
  - Noursoultan (ambassade)
- Koweït
  - Koweit City (ambassade)
- Malaisie
  - Kuala Lumpur (haut-commissariat)
- Pakistan
  - Islamabad (haut-commissariat)
- Palestine
  - Ramallah (bureau représentatif)
- Philippines
  - Manille (ambassade)
- Qatar
  - Doha (ambassade)
- Singapour
  - Singapour (haut-commissariat)
- Sri Lanka
  - Colombo (haut-commissariat)
- Syrie
  - Damas (ambassade)
- Taïwan
  - Taipei (bureau de liaison)
- Thaïlande
  - Bangkok (ambassade)
- Turquie
  - Ankara (ambassade)
- Viêt Nam
  - Hanoi (ambassade)

## Europe
- Allemagne
  - Berlin (ambassade)
  - Munich (consulat général)
- Autriche
  - Vienne (ambassade)
- Belgique
  - Bruxelles (ambassade)
- Bulgarie
  - Sofia (ambassade)
- Danemark
  - Copenhague (ambassade)
- Espagne
  - Madrid (ambassade)
- France
  - Paris (ambassade)
- Grèce
  - Athènes (ambassade)
- Hongrie
  - Budapest (ambassade)
- Irlande
  - Dublin (ambassade)
- Italie
  - Rome (ambassade)
- Norvège
  - Oslo (ambassade)
- Pays-Bas
  - La Haye (ambassade)
- Pologne
  - Varsovie (ambassade)
- Portugal
  - Lisbonne (ambassade)
- Royaume-Uni
  - Londres (haut-commissariat)
- Russie
  - Moscou (ambassade)
- Suède
  - Stockholm (ambassade)
- Suisse
  - Bern (ambassade)
- République tchèque
  - Prague (ambassade)
- Ukraine
  - Kiev (ambassade)

## Océanie
- Australie
  - Canberra (haut-commissariat)
- Nouvelle-Zélande
  - Wellington (haut-commissariat)

## Organisations internationales
- Addis-Abeba (mission permanente auprès de l'Union africaine)
- Bruxelles (mission permanente auprès de l'Union européenne)
- Genève (mission permanente auprès de l'Organisation des Nations unies)
- Nairobi (mission permanente auprès de l'Organisation des Nations unies)
- New York (mission permanente auprès de l'Organisation des Nations unies)
- Paris (mission permanente auprès de l'UNESCO)
- Vienne (mission permanente auprès de l'Organisation des Nations unies)

## Galerie

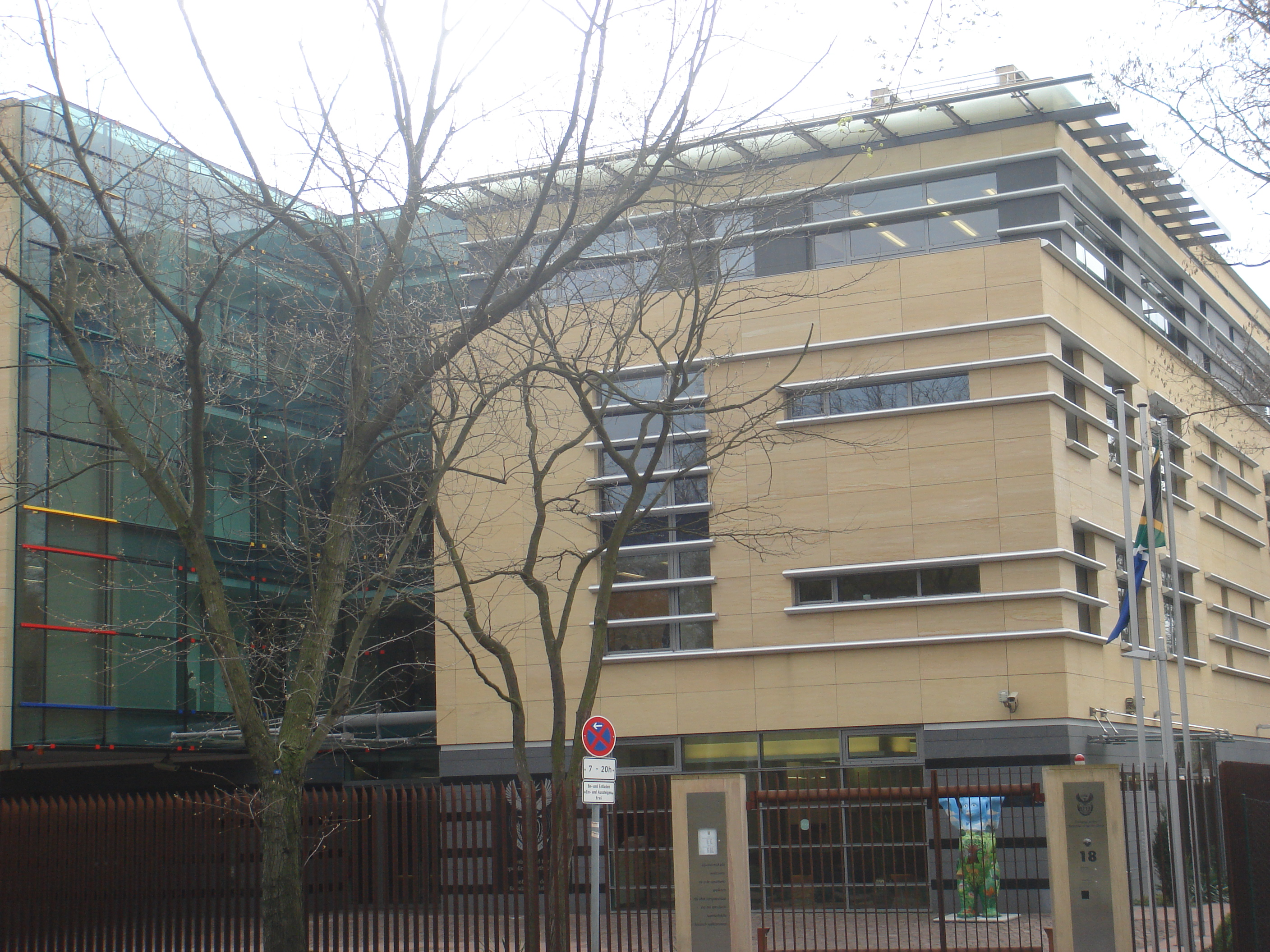
Ambassade à Berlin.
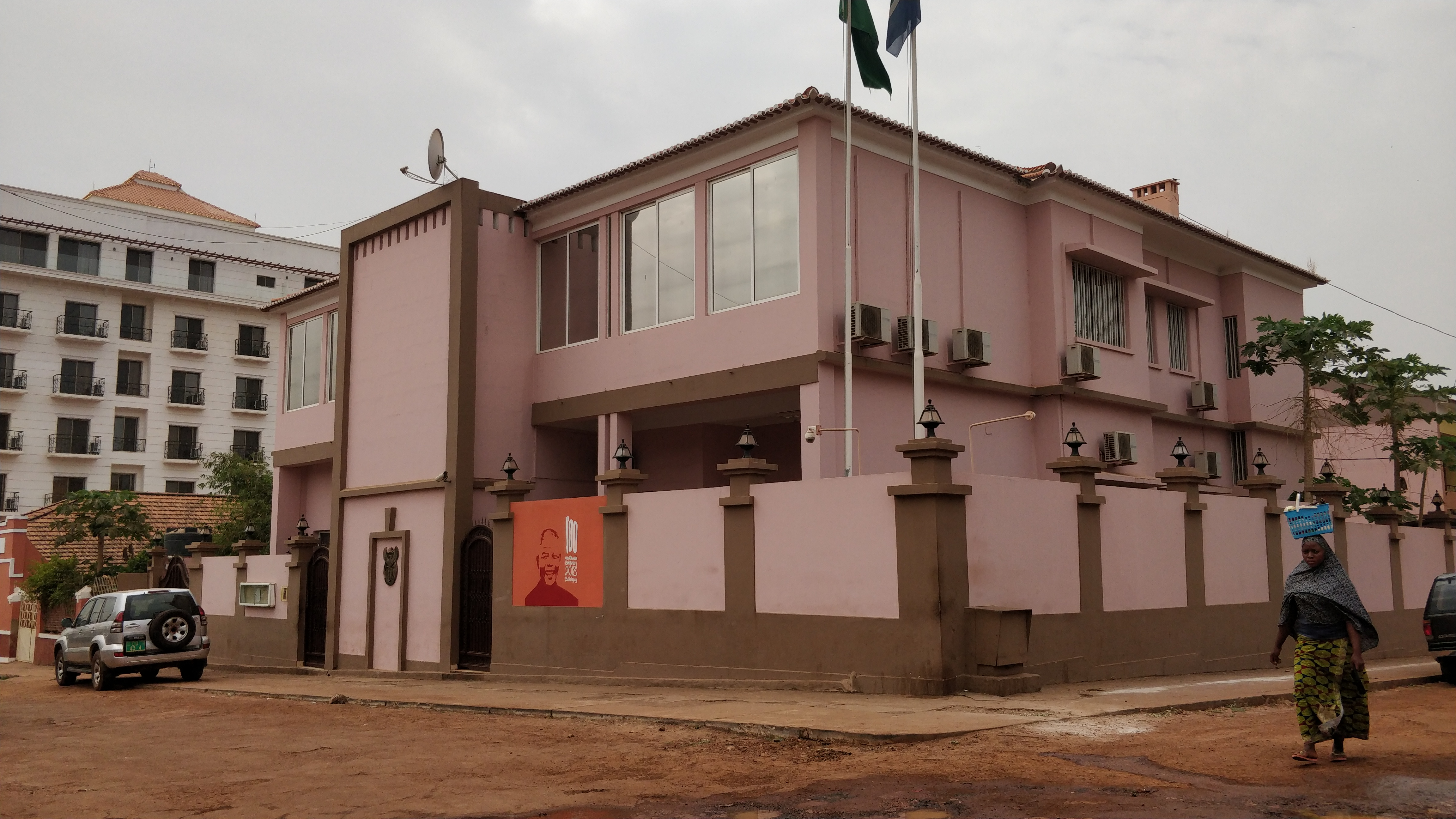
Ambassade à Bissau.
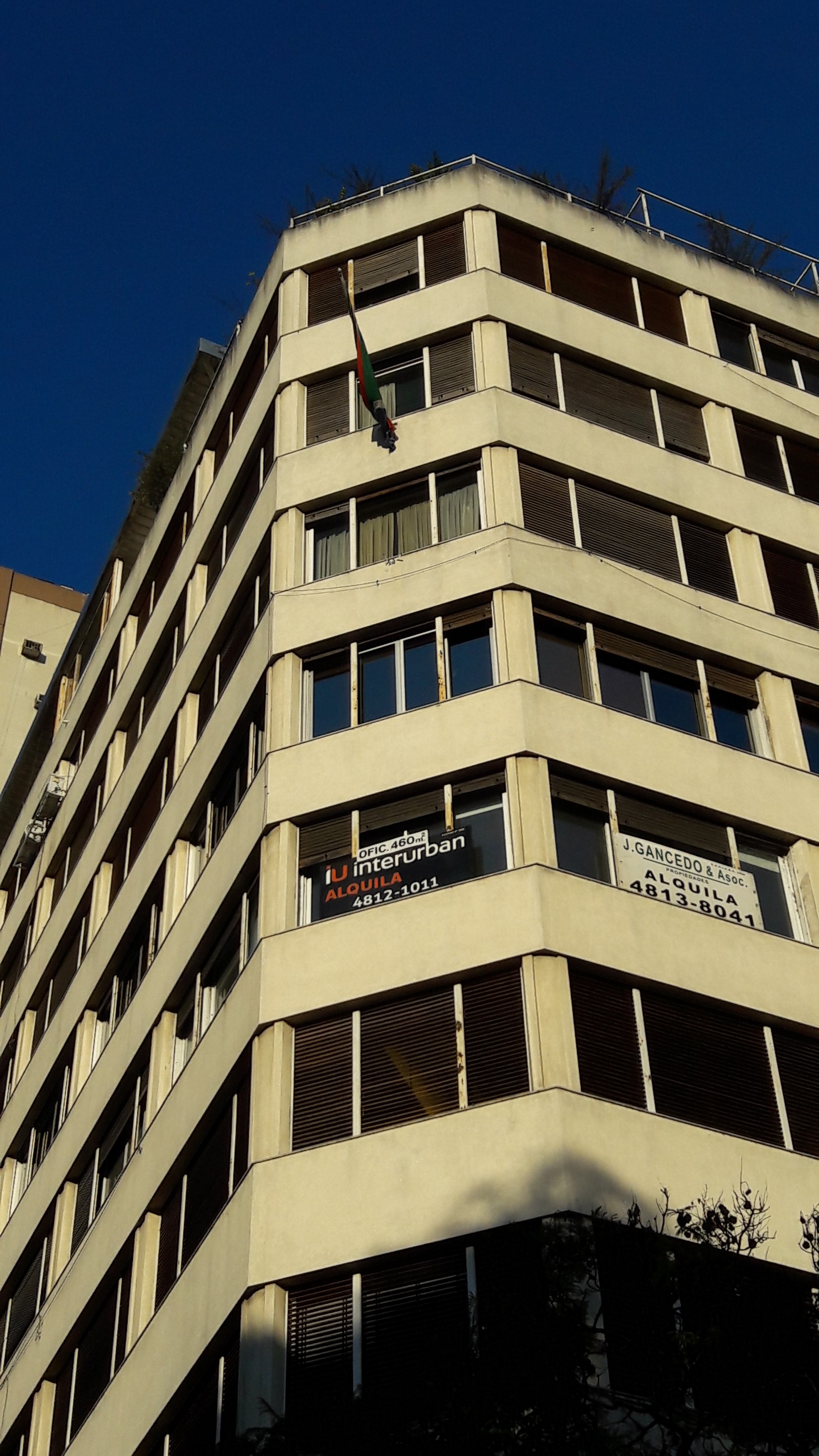
Ambassade à Buenos Aires.
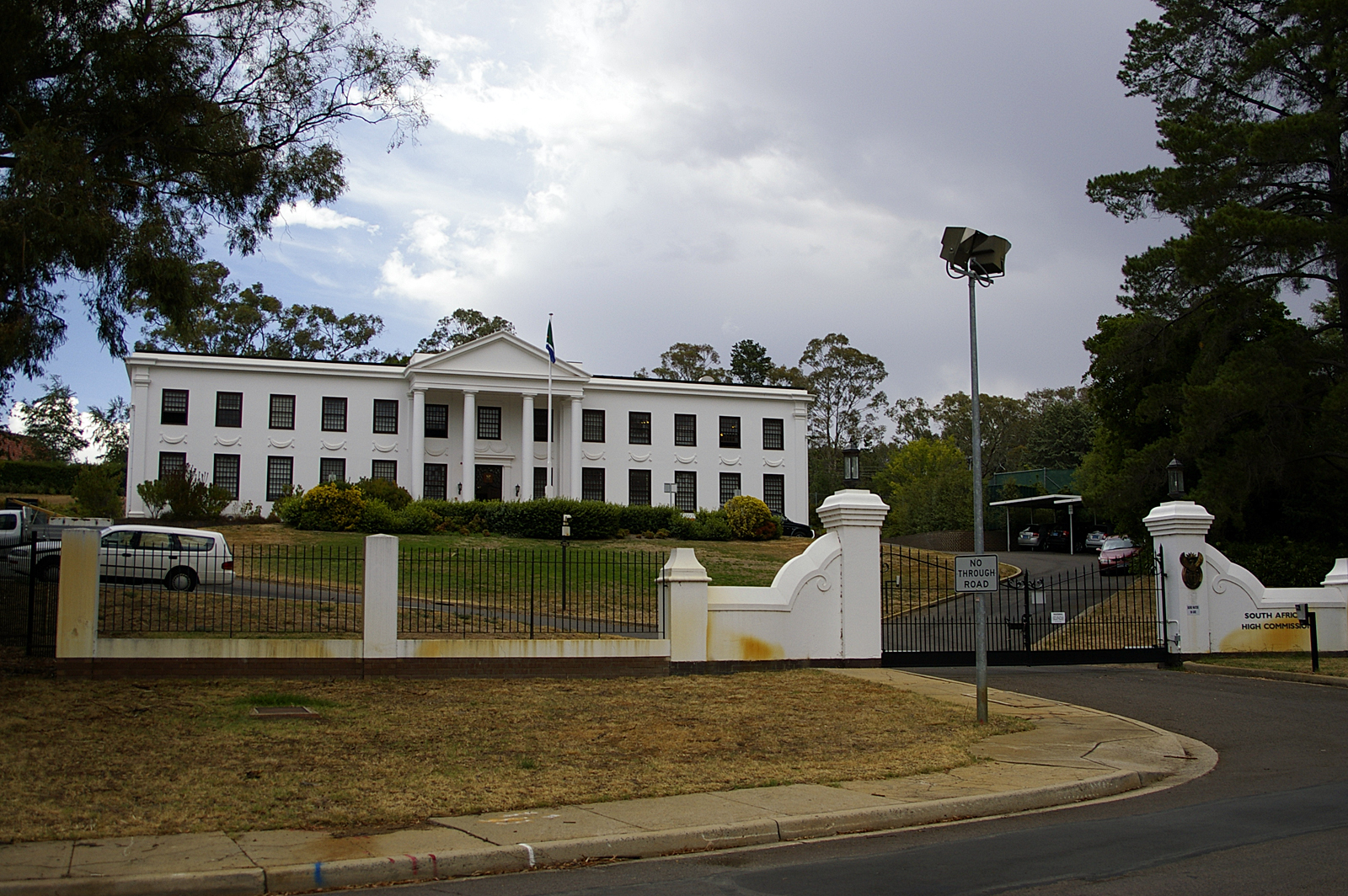
Haut-commissariat à Canberra.
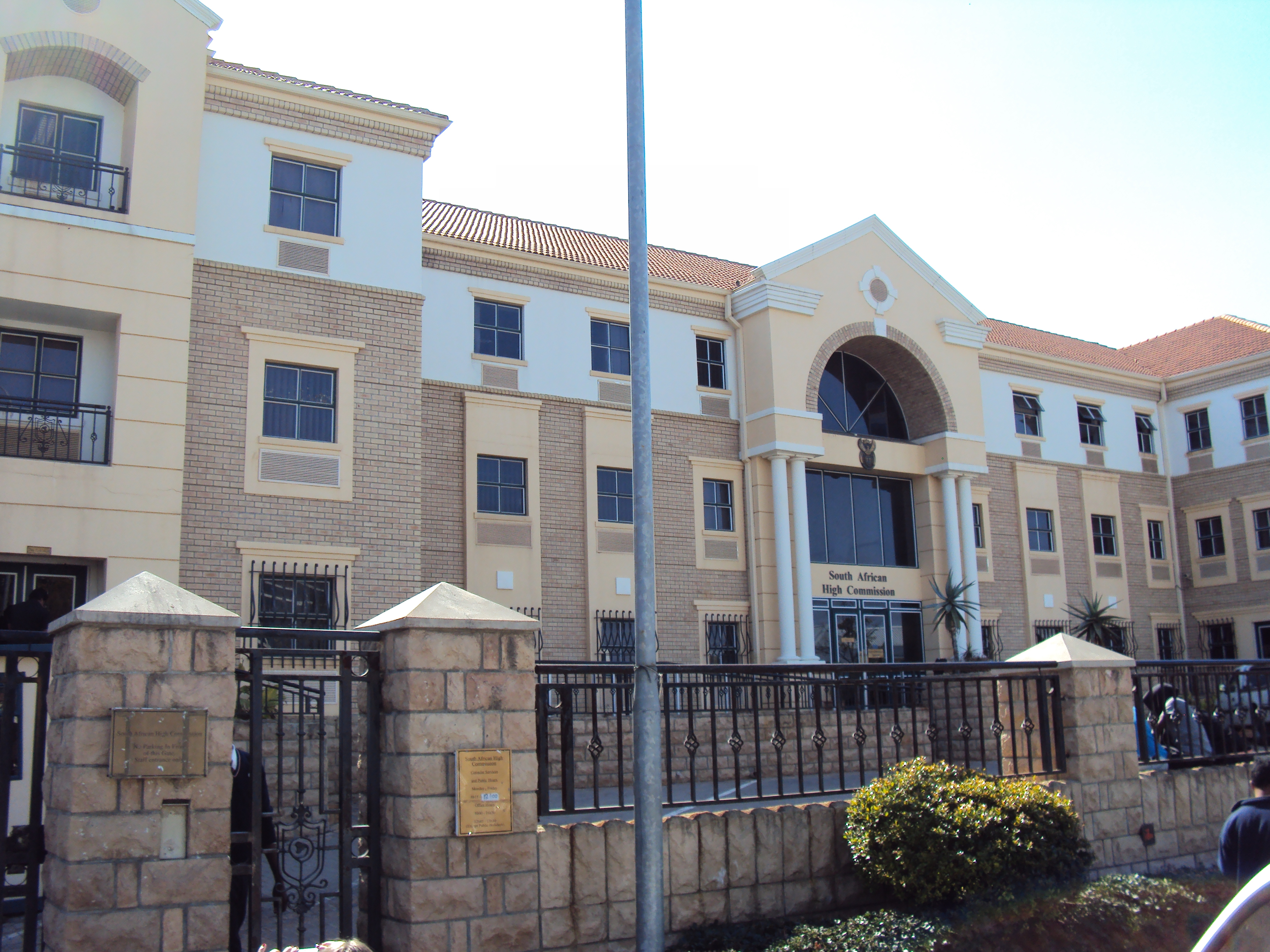
Haut-commissariat à Gaborone.
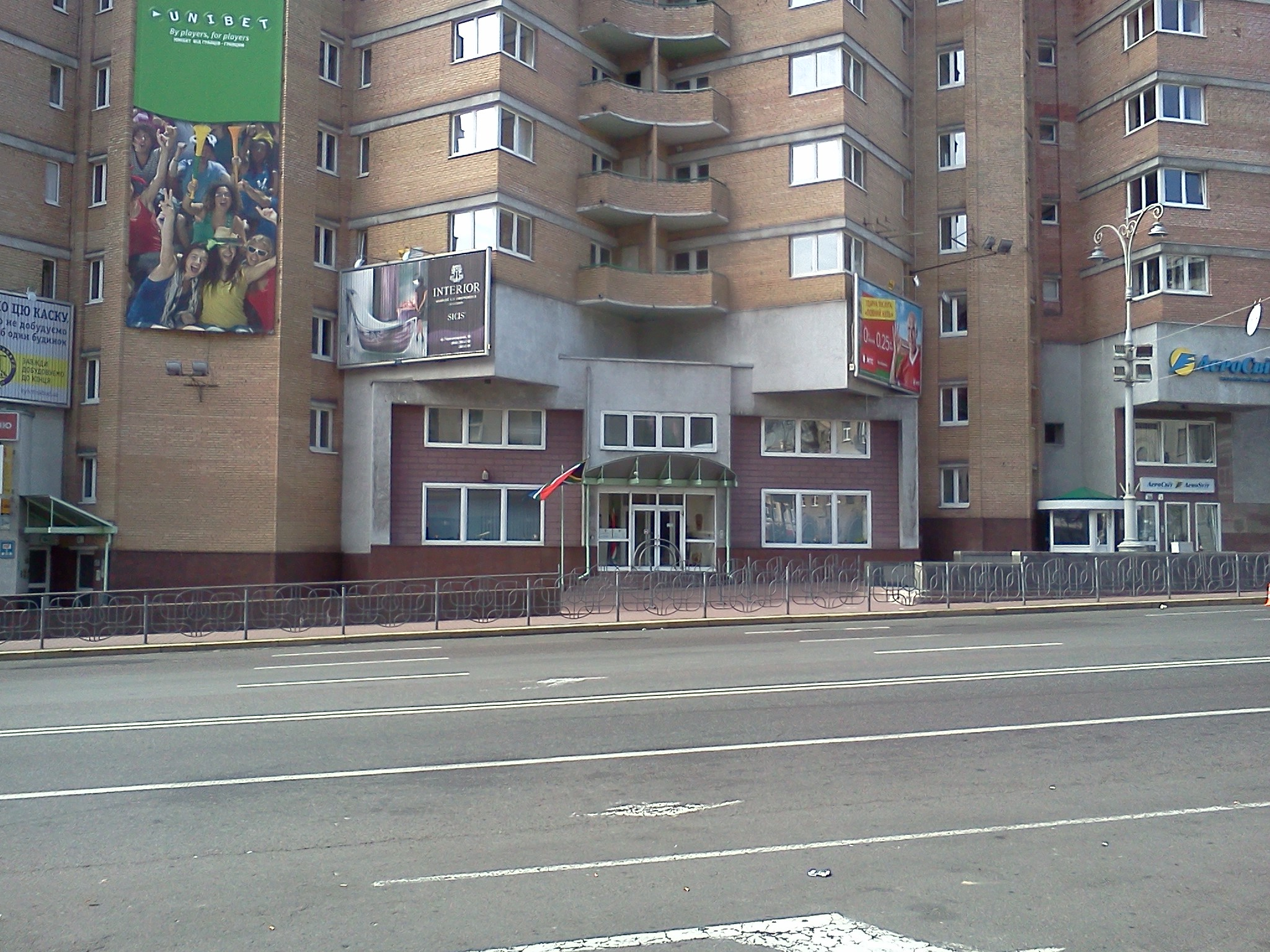
Ambassade à Kiev.
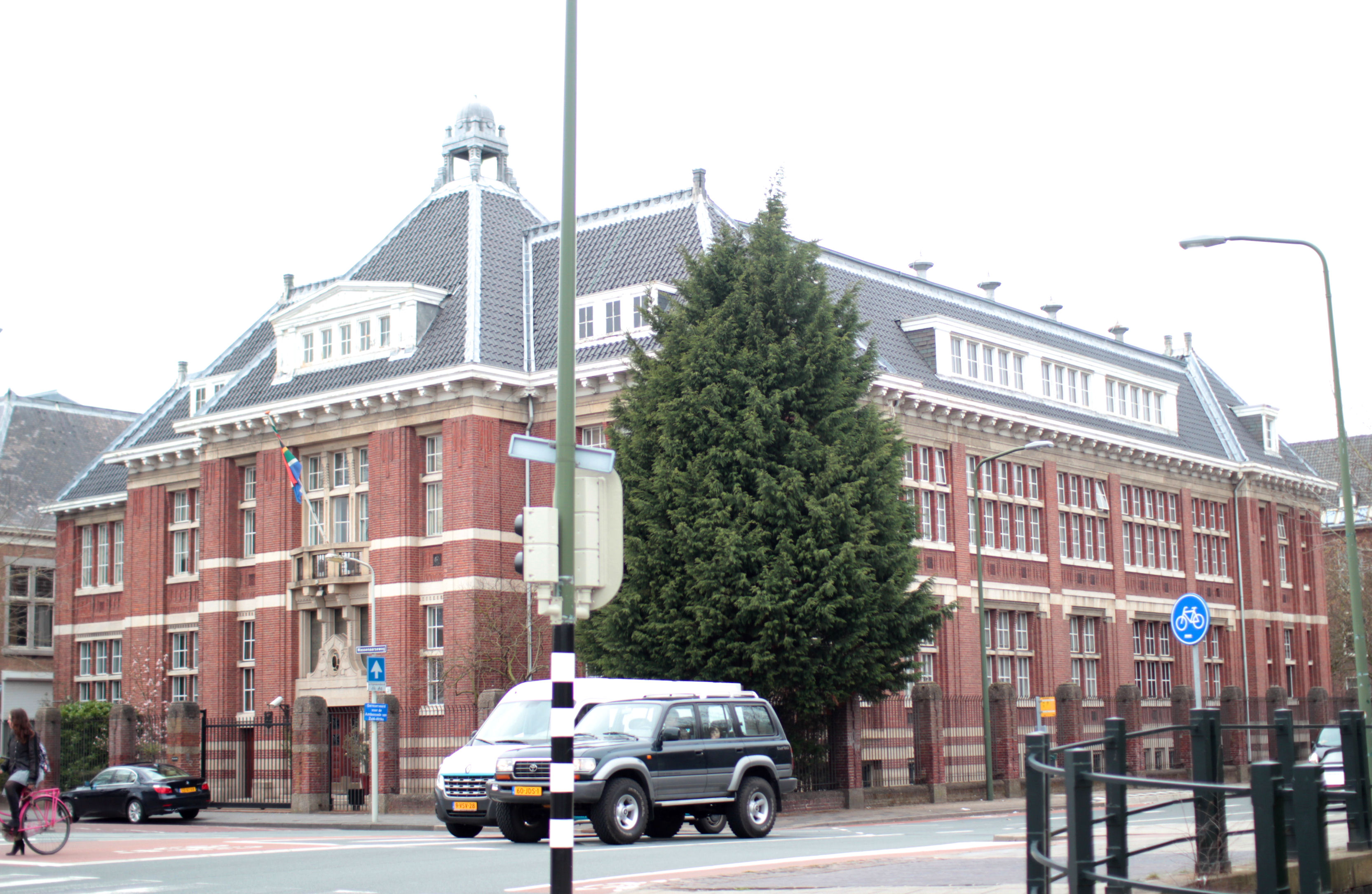
Ambassade à La Haye.
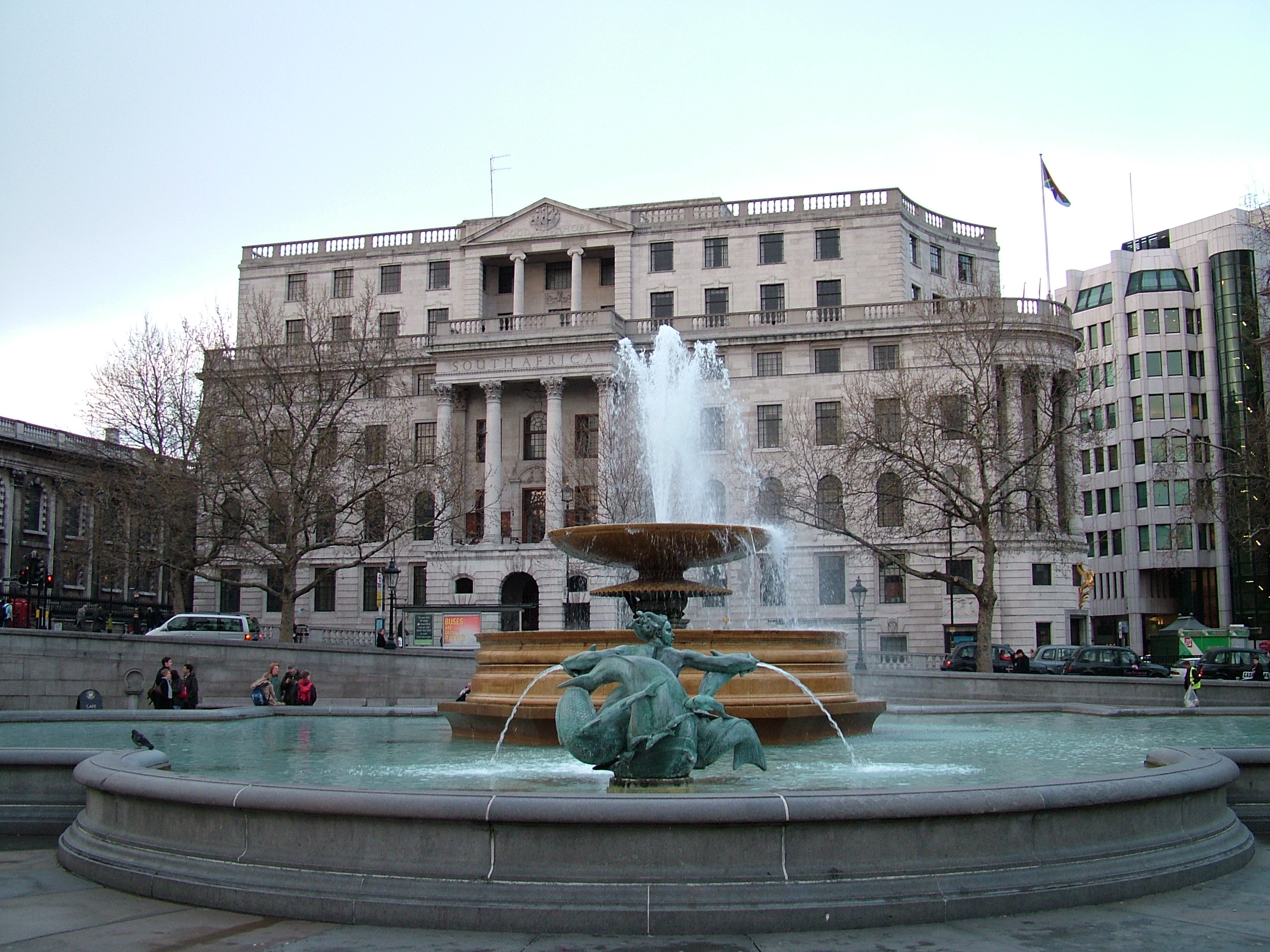
Haut-commissariat à Londres.
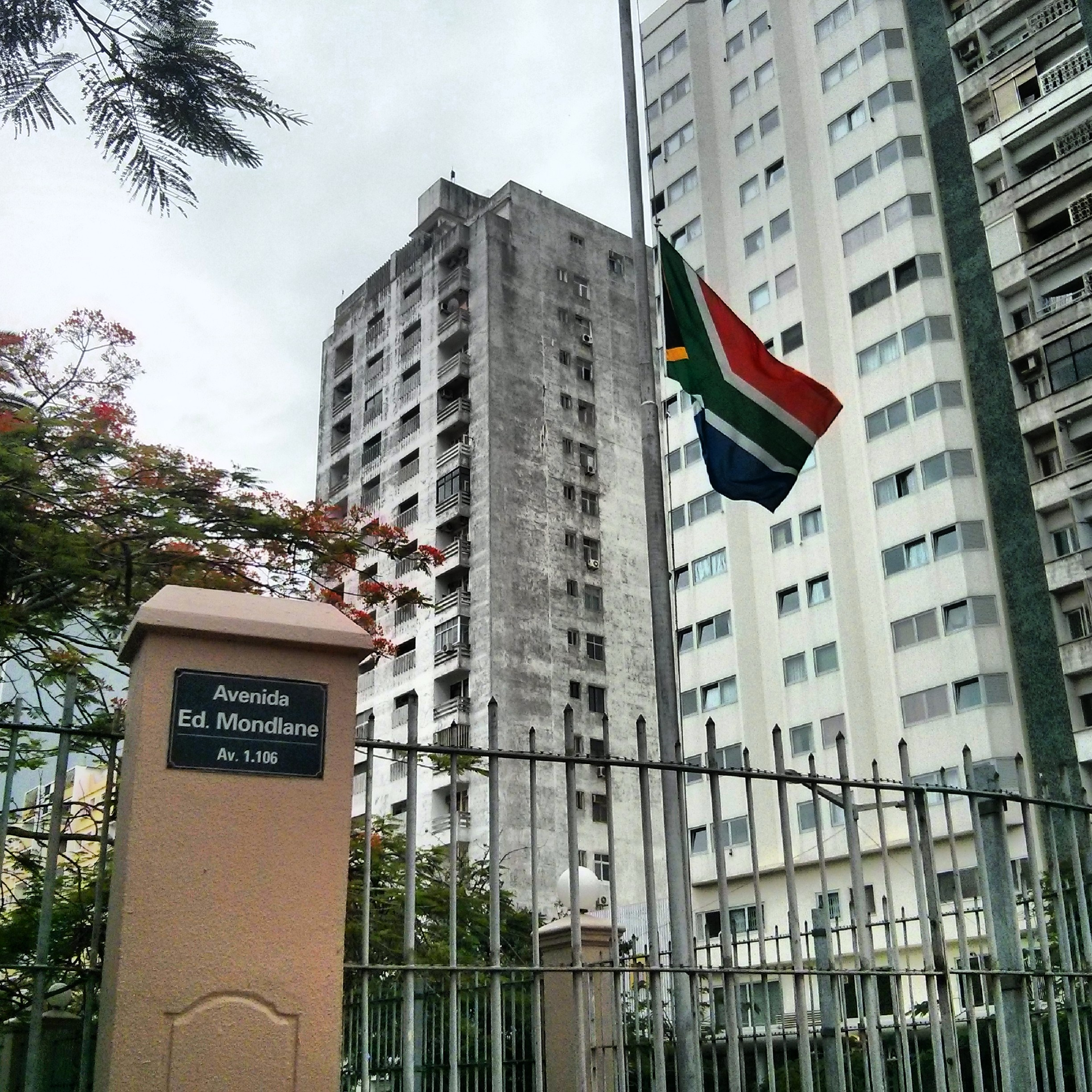
Haut-commissariat à Maputo.
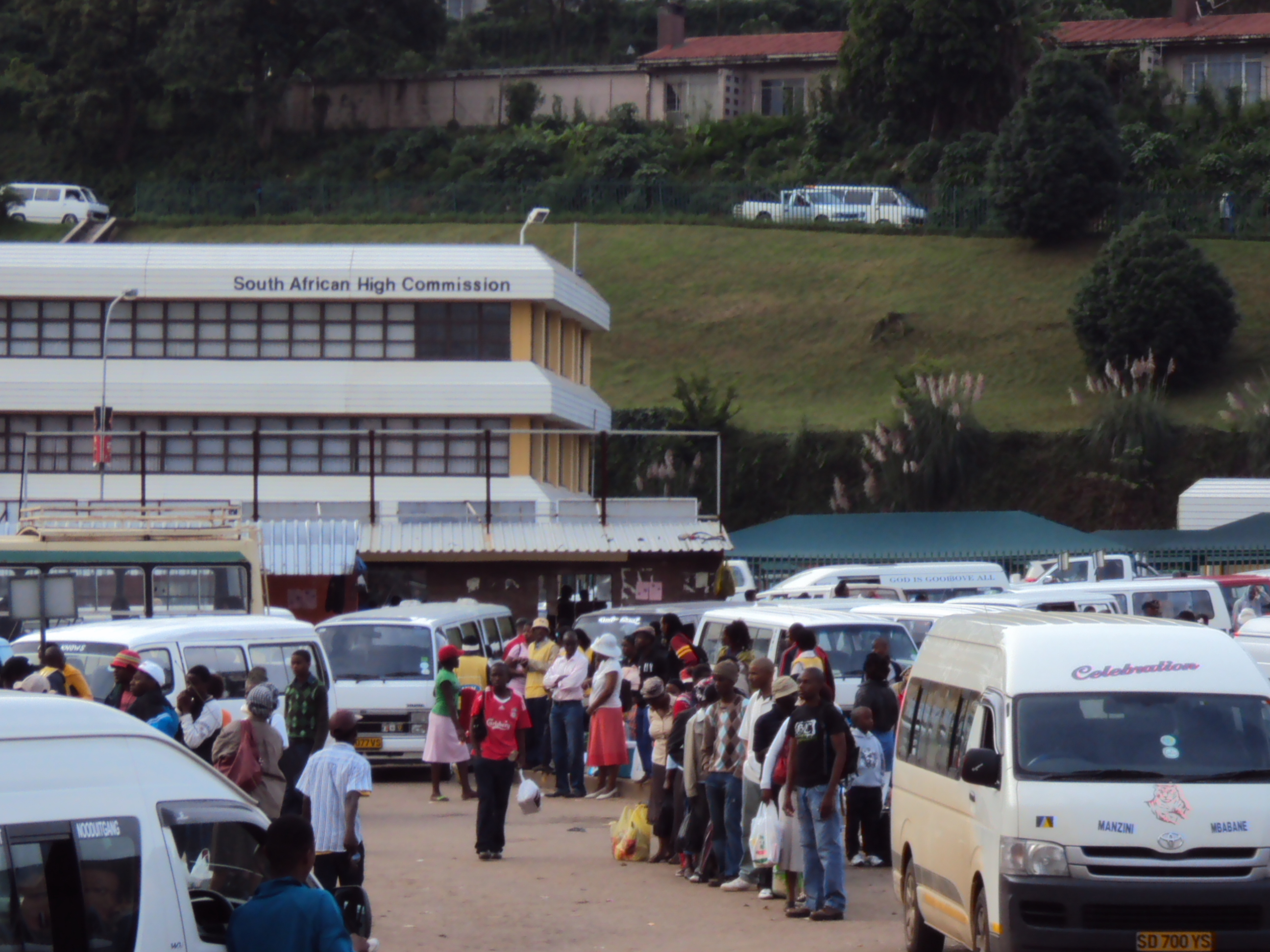
Haut-commissariat à Mbabane.
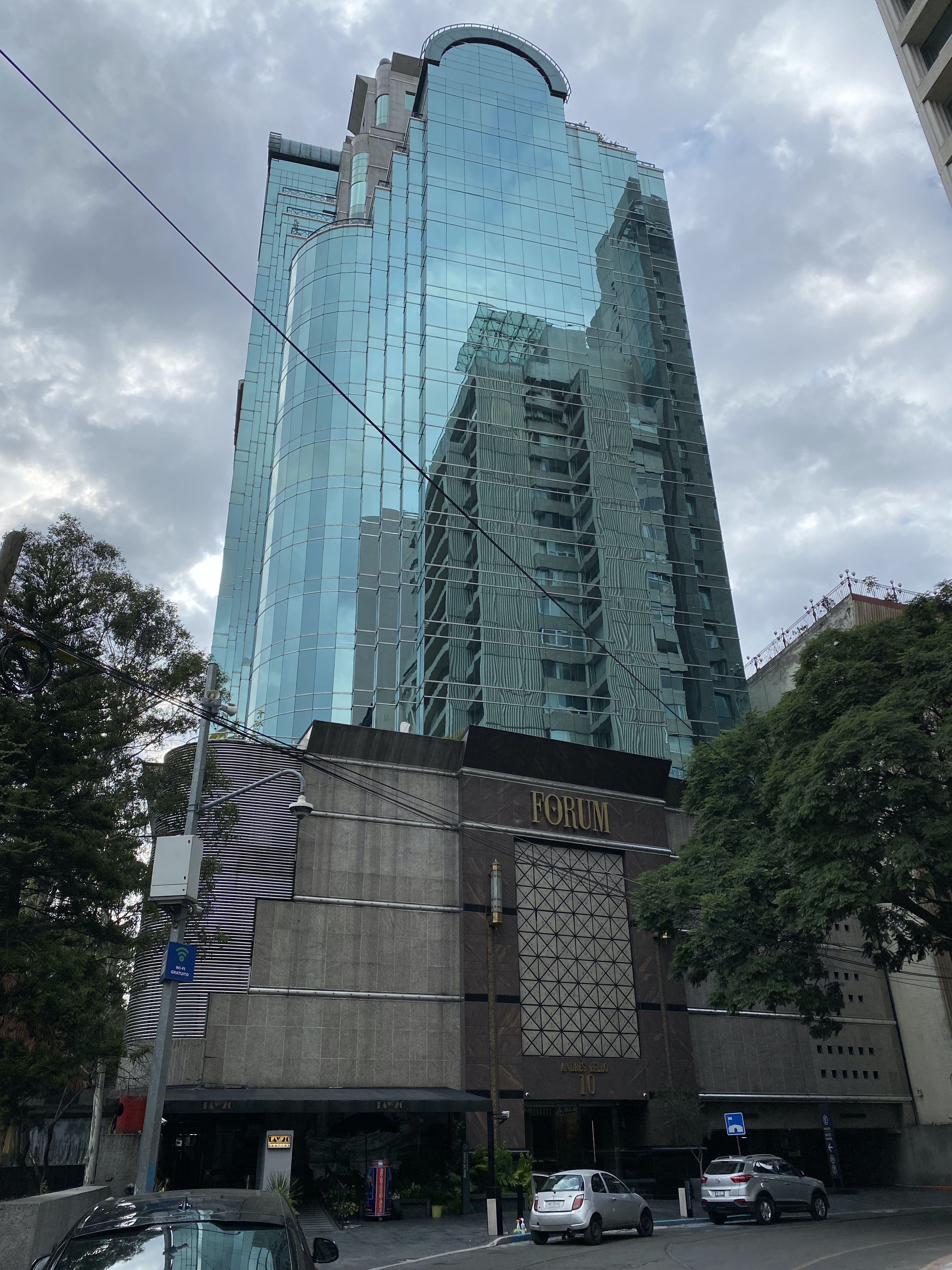
Bâtiment abritant l'ambassade à Mexico.
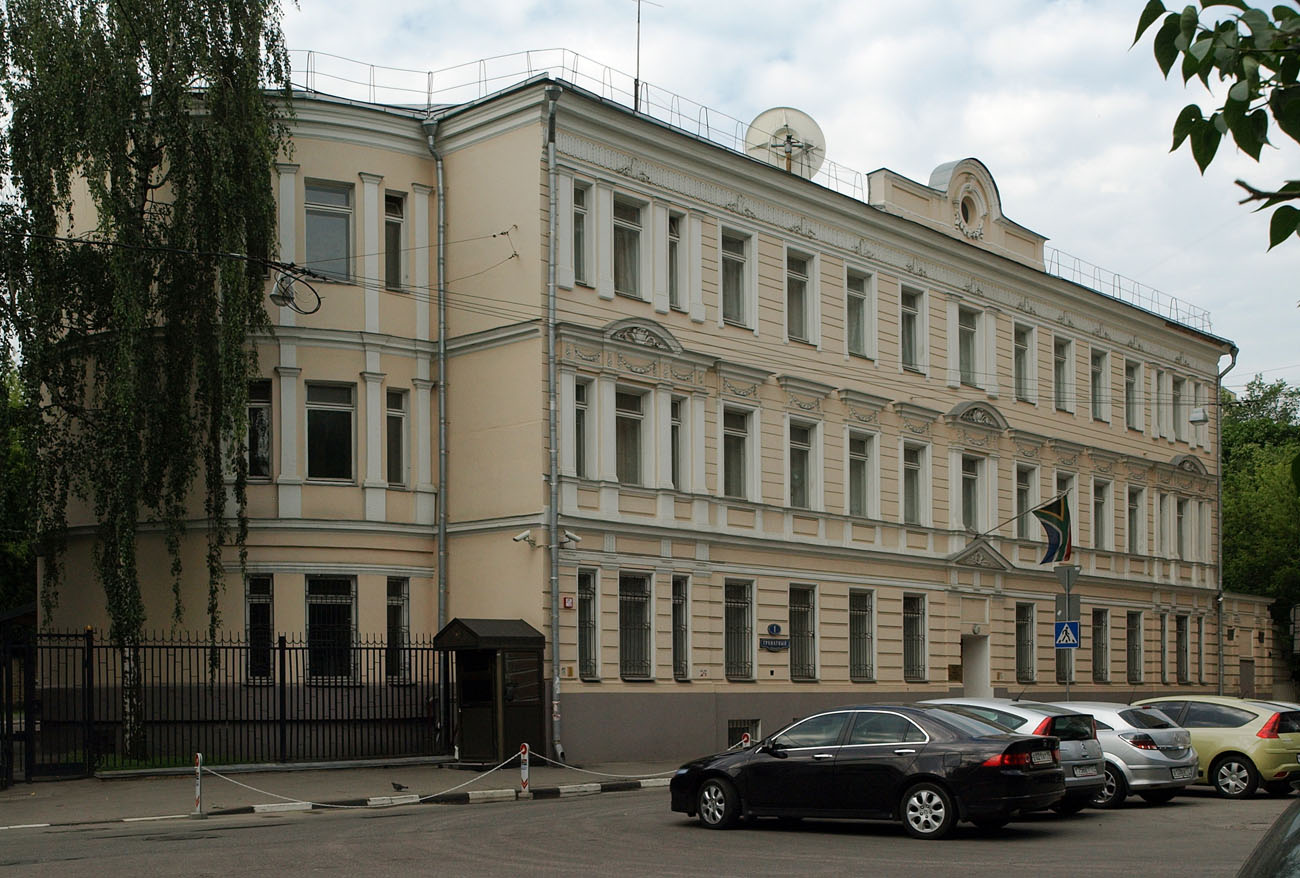
Ambassade à Moscou.
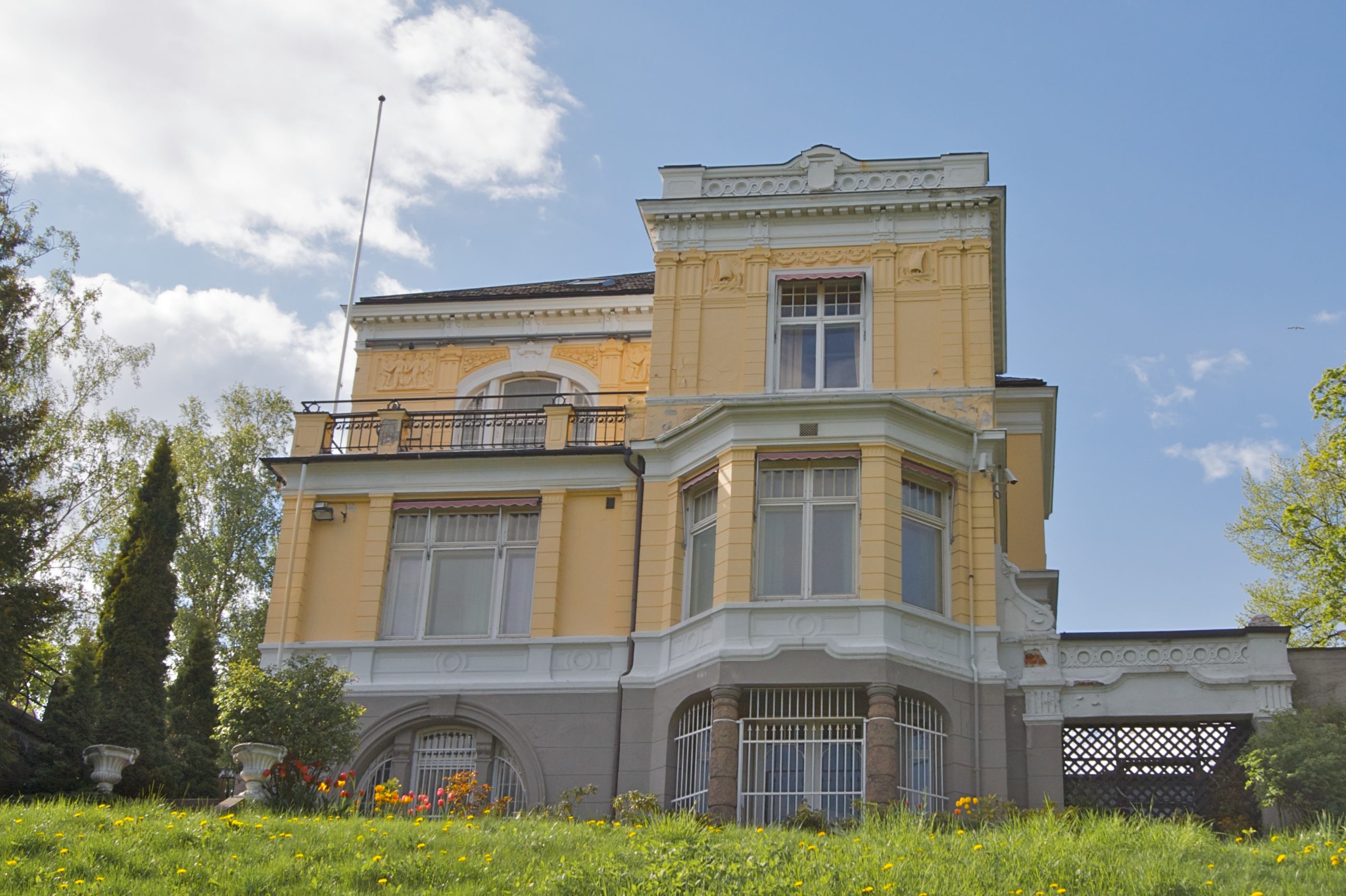
Ambassade à Oslo.
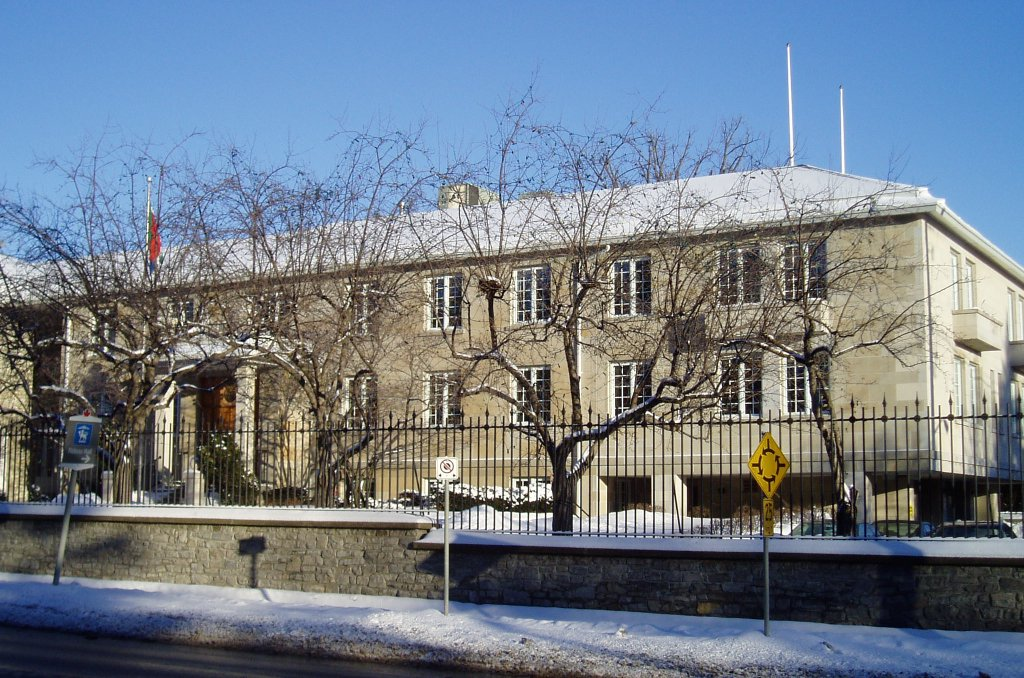
Haut-commissariate à Ottawa.
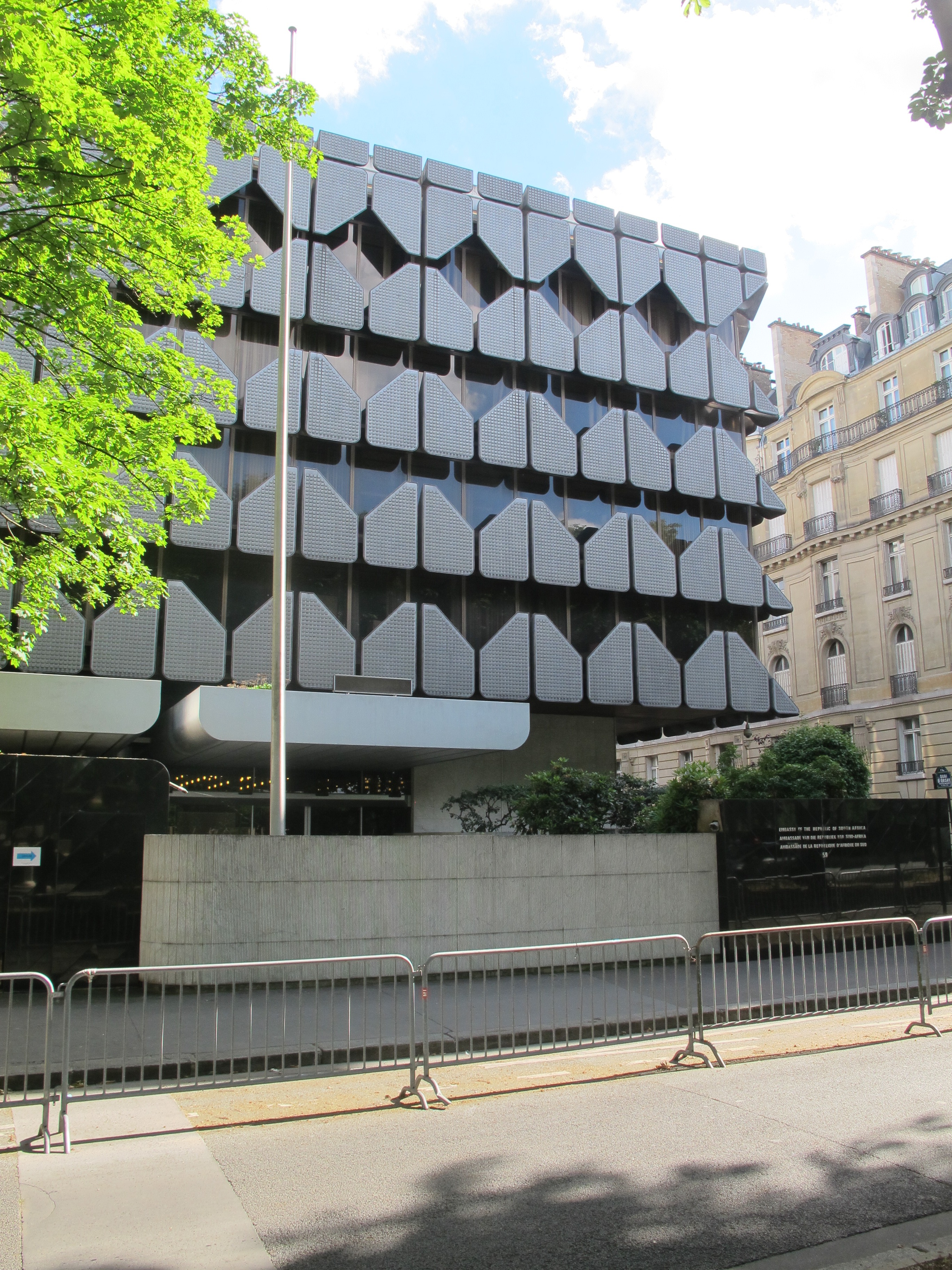
Ambassade à Paris.
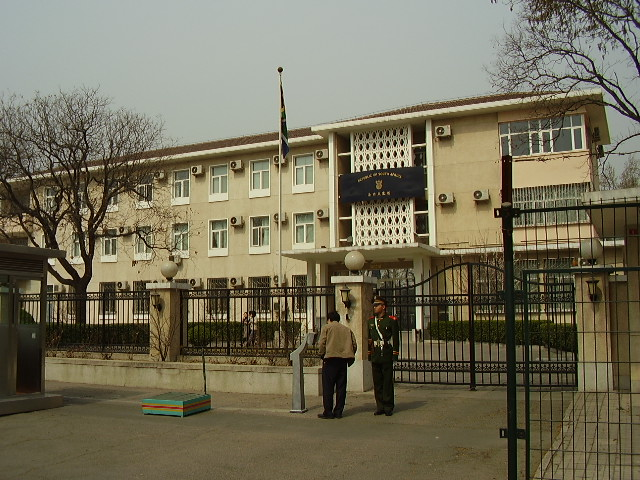
Ambassade à Pékin.
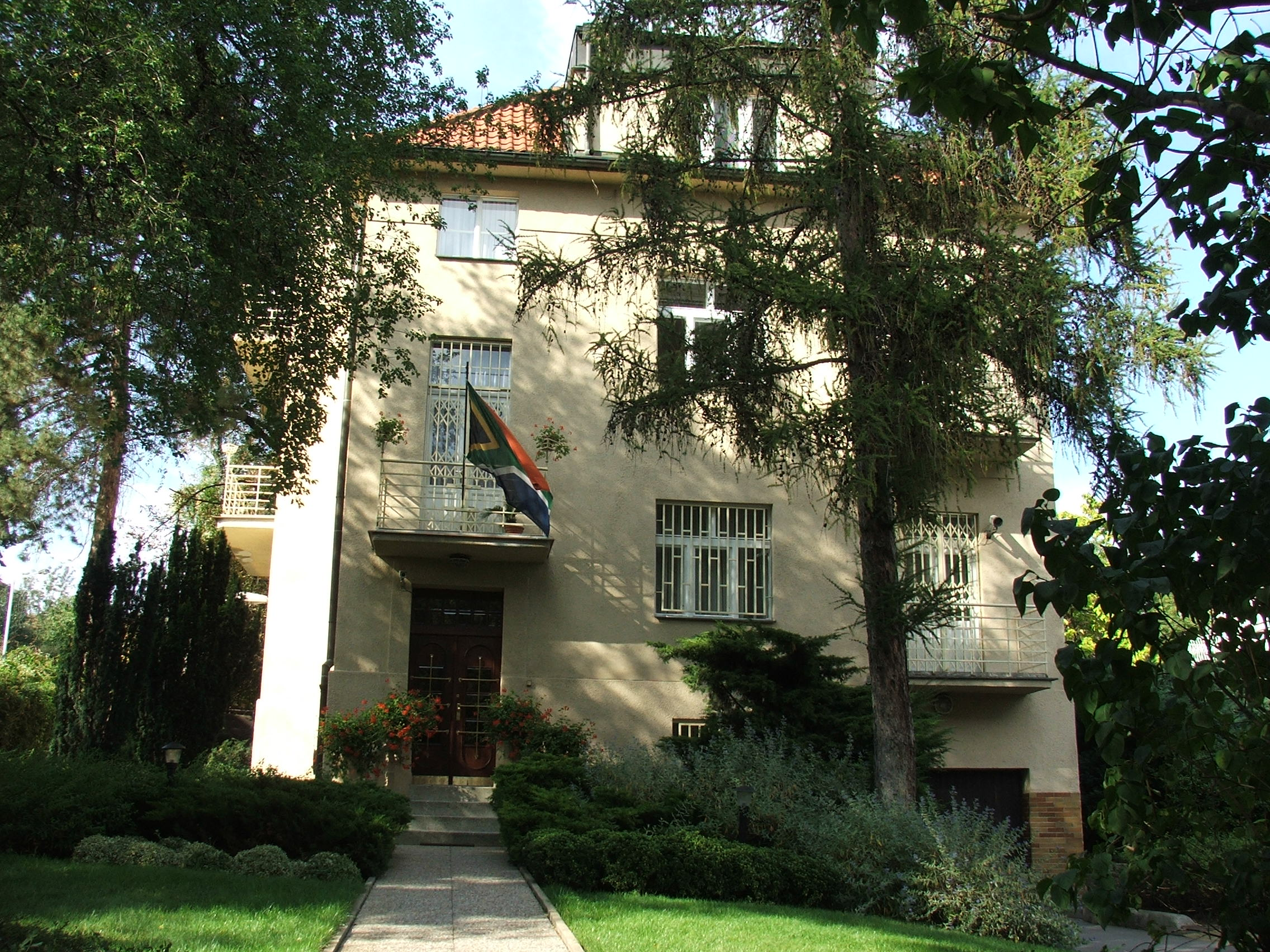
Ambassade à Prague.
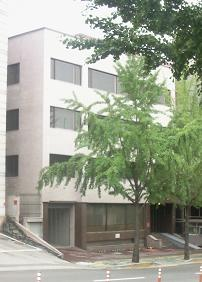
Ambassade à Séoul.
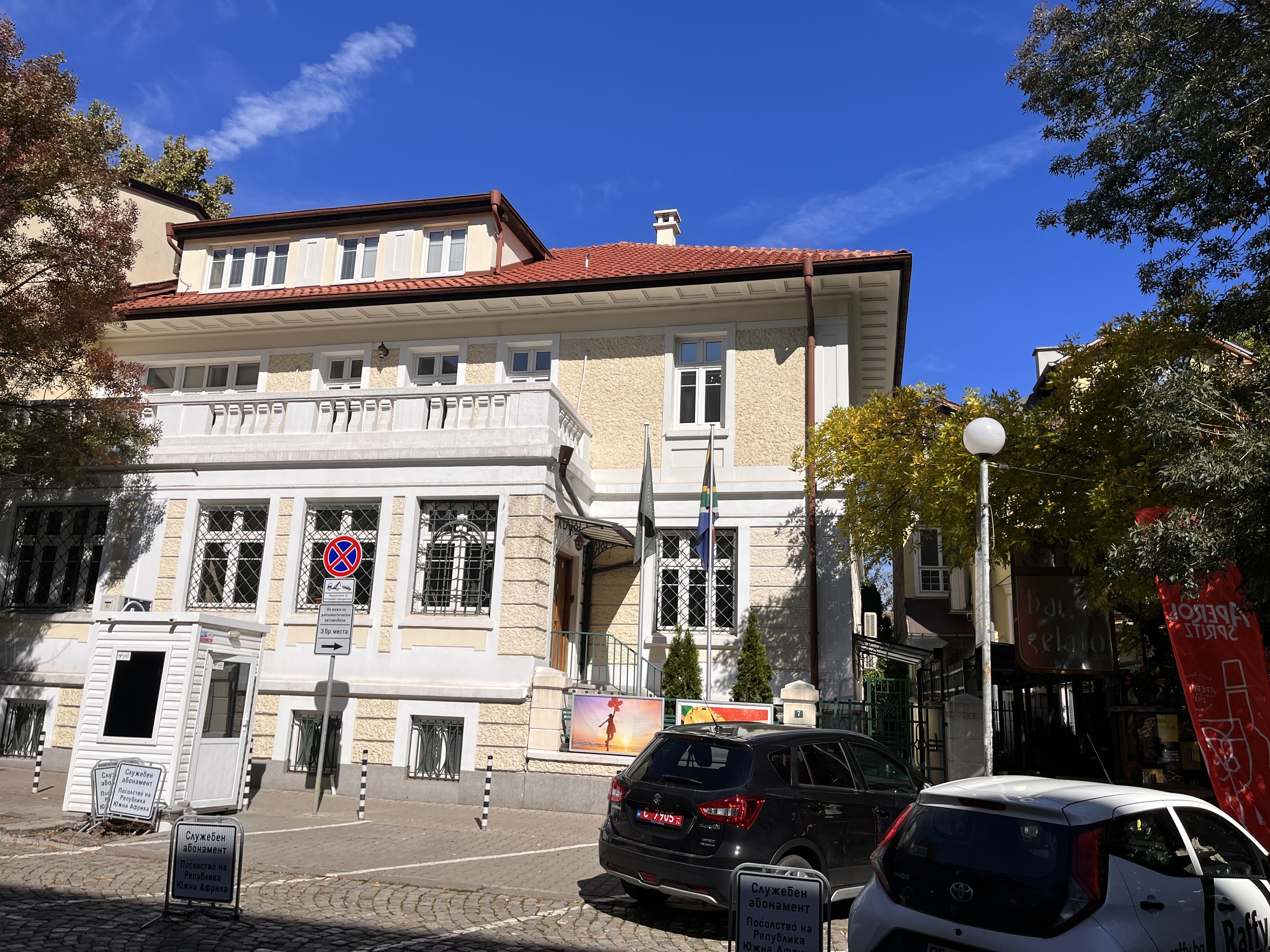
Ambassade à Sofia.
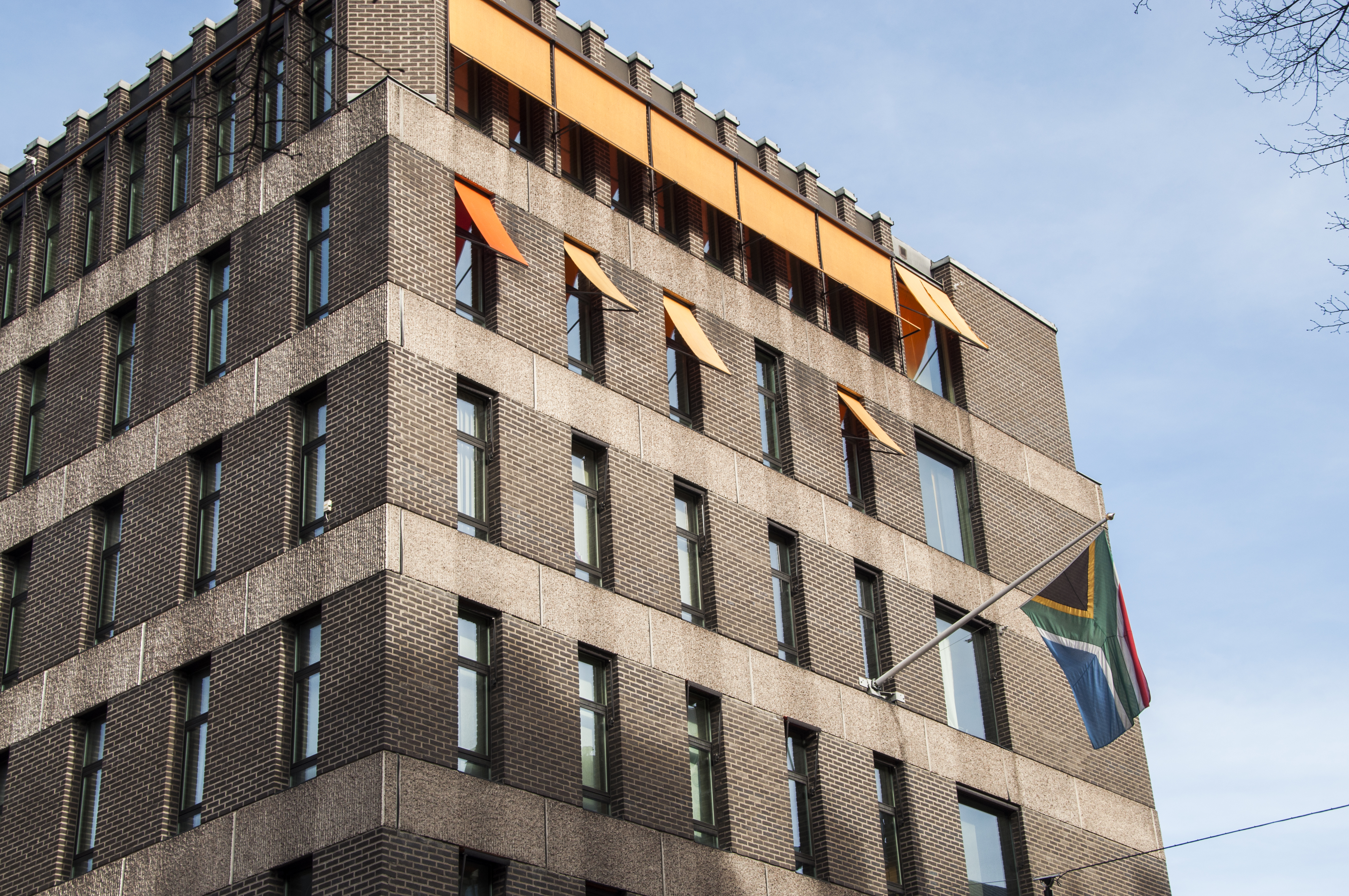
Ambassade à Stockholm.
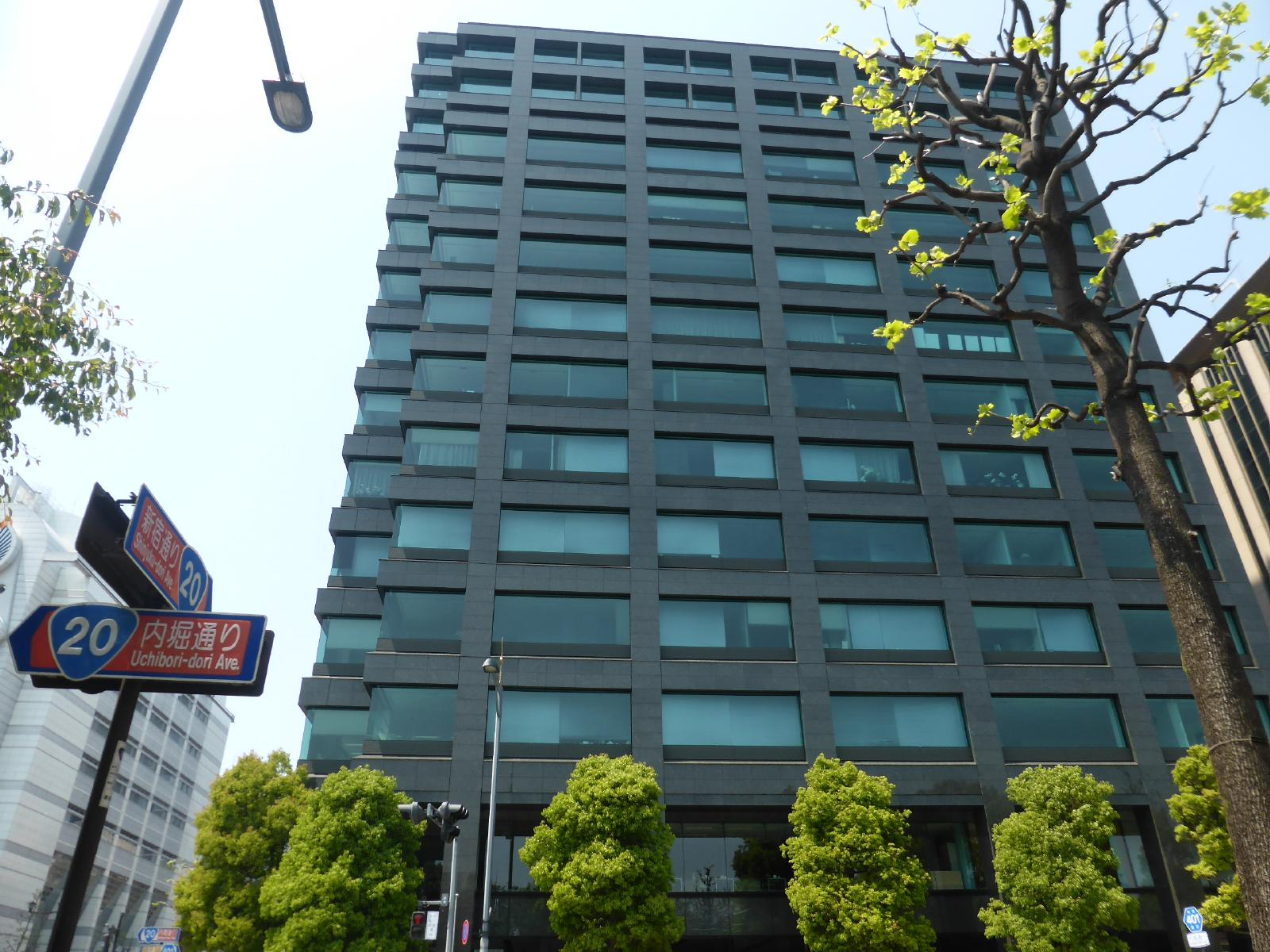
Ambassade à Tokyo.
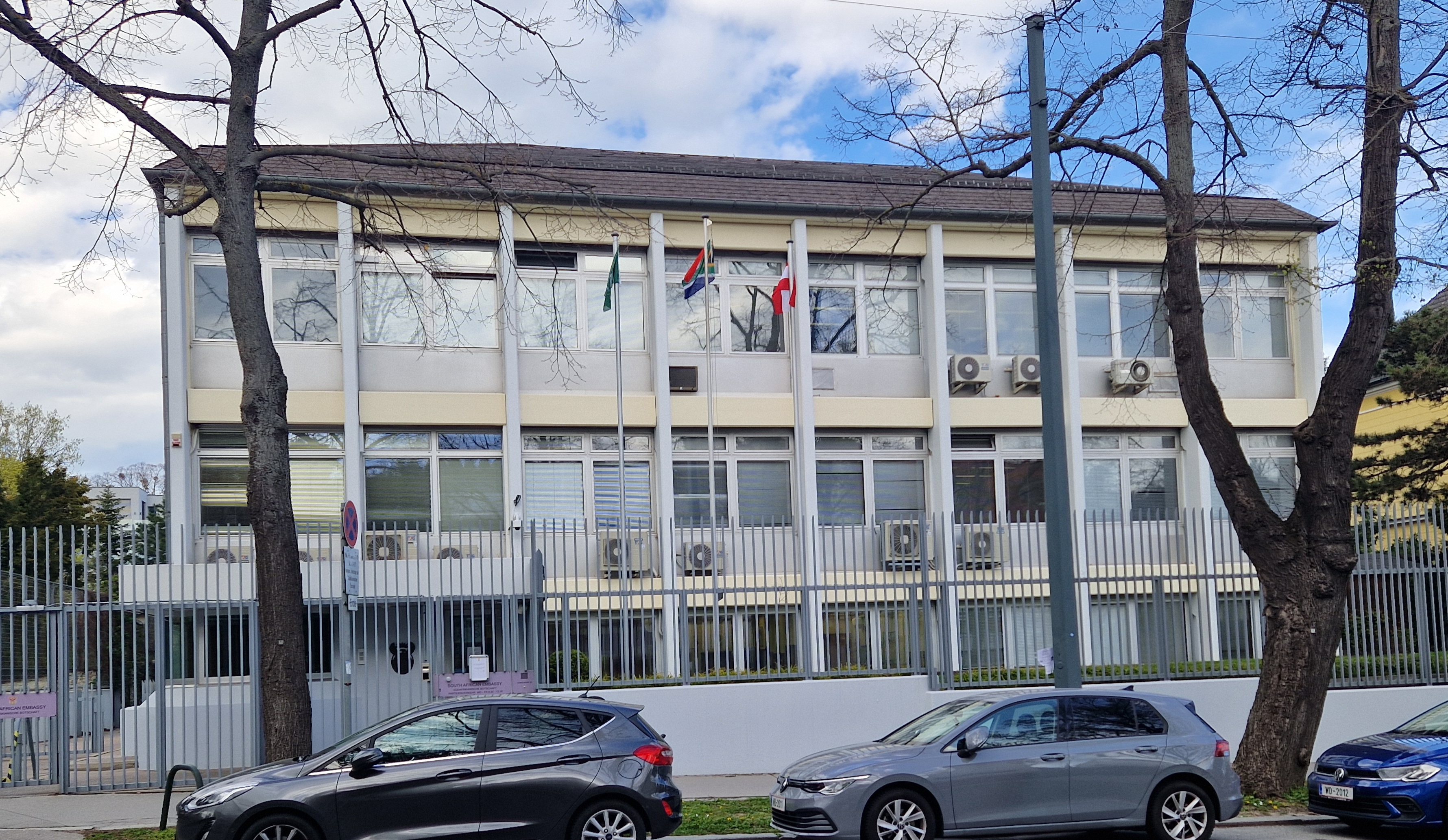
Ambassade à Vienne.
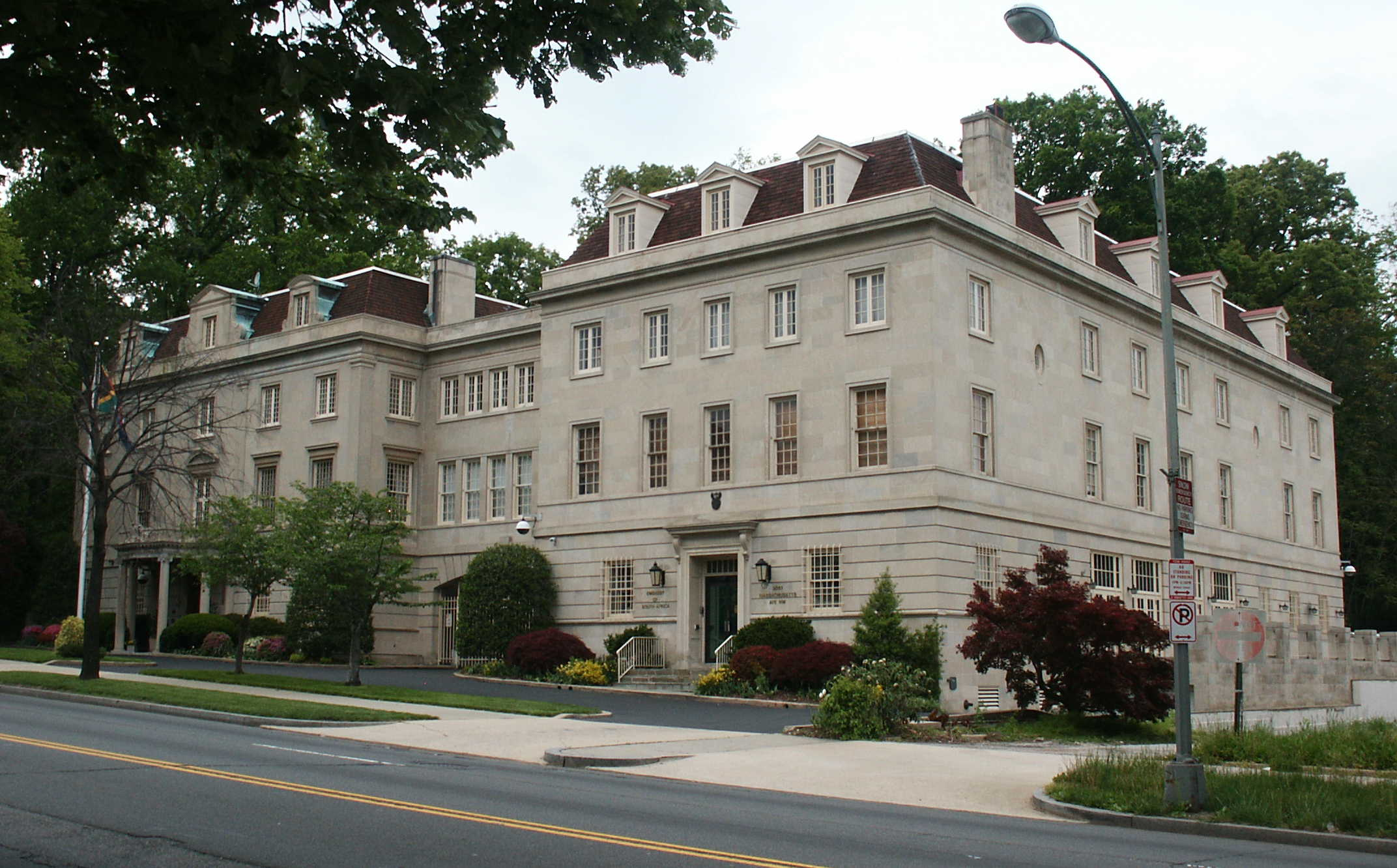
Ambassade à Washington.